# エッジコンピューティング

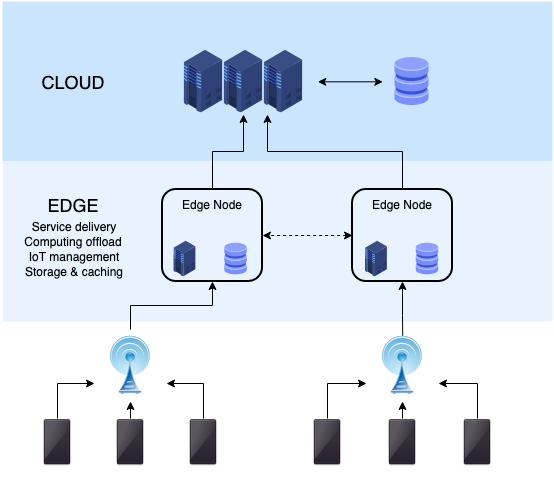
構成

エッジコンピューティング（英語: edge computing）とは、利用者や端末と物理的に近い場所に処理装置（エッジプラットフォーム）を分散配置して、ネットワークの端点でデータ処理を行う技術の総称。多くのデバイスが接続されるIoT時代となり提唱されるようになった。
エッジコンピューティングは分散コンピューティングの活用であり、サーバ処理とデータストレージをリクエスト元にネットワーク上距離を近づける事で、処理応答時間を改善し、バックボーン帯域幅を節約する事に寄与する。
エッジコンピューティングの起源は、要求元ユーザーの近くに配置されたエッジサーバーからWebおよびストリームコンテンツを提供するために1990年代後半に開始されたコンテンツデリバリネットワーク(CDN)にある。近年これらのネットワークはエッジサーバーでアプリケーションとアプリケーションコンポーネントをホストするよう進化し、リアルタイムデータ処理などのアプリケーションをホストするIoTを見越した最新のエッジコンピューティングは、仮想化テクノロジーを通じてこのアプローチを大幅に拡張し、エッジサーバーでの幅広いアプリケーションの展開と実行を容易にしている。

## 定義
エッジコンピューティングとは、低遅延・低負荷のデータ処理を実現するために、デバイス本体やデバイスに近接したエッジサーバーでデータ処理を行う技術の総称。遠方のデータセンターへの依存を避けることでレイテンシーを低減し、リアルタイムな処理を可能にするため、特にリアルタイムのデータ処理が必要なアプリケーションに有効とされる。
エッジでデータ処理を行うことで、ネットワーク帯域、データ通信、ストレージ容量に関連するクラウドコストを削減することに寄与する。エッジコンピューティングでは、処理と分析をエッジで行い、必要最低限の分析結果のみを外部のクラウドやデータセンターに送信することができるため、大幅なコスト削減が可能となる。
また、機密データや機械学習のアルゴリズムをクラウドに転送せず、プライベートネットワーク内で管理することができるため、セキュリティ面でもメリットがある。

## 概念
エッジコンピューティングは、クラウドコンピューティングの代替ではなく、以下のような機能を提供する別種のソリューションと考える必要がありる。

### データ収集と集計
従来のクラウドアーキテクチャでは、すべてのデータをクラウドに送信し、クラウド上で処理を行うが、エッジコンピューティングはデータ生成元の近くでデータを収集、処理する。エッジで処理しきれない場合、詳細な分析が必要な場合、またデータを長期的に保存する必要がある場合などにデータをクラウドにアップロードを行う。

### ローカルなデータ処理
エッジコンピューティングは、サイズの大きいデータを処理する場合に特に適している。大容量データの場合、エッジからクラウドへリアルタイムに転送することは不可能である。

### AIがサポートするモニタリング
センサーやカメラからのデータや検知結果をクラウド側で収集し、評価、分析することで、対象データの継続的、効率的なモニタリングが可能となる。分析やアラートに機械学習アルゴリズム等を応用することで、AIを利用したリアルタイムの状態監視や予測も実現することが出来る。

### M2M（マシン・ツー・マシン）通信
M2Mはデバイスやシステム間の自律的な通信と相互処理のこと。複数のエッジデバイスからのデータを中央のコントロールセンターで集約する。その情報をもとに遠隔地から現場の監視を行うことができる。また複数デバイスからのデータを基に、複数の機械や装置を一元的に制御することも可能。これにより人間の介入を減らしながら、監視や制御を効率的に行うことができるようになるとされている。

## 主な実装
- Lambda@Edge - Amazon CloudFront上でAWS Lambdaを実行するサービス

## 応用事例
レザバーコンピューティングをRaspberry Pi® 4上に実装し、自動車のバッテリ電流波形から電装品の故障を検出する技術が日産自動車の中村らにより提案されている。

## 参考資料
1. ↑  エッジコンピューティングとは何か？
2. ↑  エッジコンピューティングとは？ ～その機能とメリット～
3. ↑  中村 祐樹,堀川 敦 ：AI技術を用いた電装品の異常検出方法とエッジ実装性, エレクトロニクス実装学会誌 Vol.27 [3] p.226-p.231 (2024)
4. ↑  Dahl Park, 堀川 敦, 塩谷 和紀, 上野 勝博, 小島 雄一, 長島 壮洋, 秋吉 信吾 ：AI技術を用いた電装品の異常検出方法, 自動車技術会学術講演会予稿集(秋) 20216240 (2021)

| スタブアイコン | サブスタブ | この項目は、まだ閲覧者の調べものの参照としては役立たない、コンピュータに関連した書きかけの項目です。この項目を加筆・訂正などしてくださる協力者を求めています（P:コンピュータ）。 |